# A.Konduru
A.Konduru là một trong 50 mandal thuộc huyện Krishna, bang Andhra Pradesh.